# Marvin René
Marvin René (Caienna, 11 aprile 1995) è un velocista francese, vincitore della medaglia d'argento agli europei di Amsterdam 2016 nella staffetta 4×100 metri, corsa con i connazionali Stuart Dutamby, Méba-Mickaël Zeze e Jimmy Vicaut.

## Palmarès
| Anno | Manifestazione                  | Sede           | Evento      | Risultato  | Prestazione | Note                                     |
| ---- | ------------------------------- | -------------- | ----------- | ---------- | ----------- | ---------------------------------------- |
| 2013 | Europei juniores                | Rieti          | 100 m piani | Semifinale | 10"75       |                                          |
| 2013 | Europei juniores                | Rieti          | 4×100 m     | 4º         | 40"07       |                                          |
| 2015 | Europei under 23                | Tallinn        | 100 m piani | Semifinale | 10"50       |                                          |
| 2015 | Europei under 23                | Tallinn        | 200 m piani | Semifinale | 21"44       |                                          |
| 2016 | Campionati del Mediterraneo U23 | Tunisi         | 100 m piani | Argento    | 10"35       |                                          |
| 2016 | Campionati del Mediterraneo U23 | Tunisi         | 4×100 m     | Oro        | 39"12       |                                          |
| 2016 | Europei                         | Amsterdam      | 4×100 m     | Argento    | 38"38       | Miglior prestazione personale stagionale |
| 2016 | Giochi olimpici                 | Rio de Janeiro | 4×100 m     | Batteria   | 38"35       | Miglior prestazione personale stagionale |
| 2017 | Europei indoor                  | Belgrado       | 60 m piani  | Semifinale | 6"70        |                                          |
| 2017 | World Relays                    | Nassau         | 4×100 m     | 5º         | 39"83       |                                          |
| 2017 | Europei under 23                | Bydgoszcz      | 100 m piani | 8º         | 10"44       |                                          |
| 2017 | Europei under 23                | Bydgoszcz      | 4×100 m     | 4º         | 39"86       |                                          |
| 2018 | Europei                         | Berlino        | 100 m piani | Batteria   | 10"47       |                                          |
| 2018 | Europei                         | Berlino        | 4×100 m     | 4º         | 38"51       |                                          |
| 2019 | Europei indoor                  | Glasgow        | 60 m piani  | 4º         | 6"71        |                                          |
| 2019 | World Relays                    | Yokohama       | 4×200 m     | Batteria   | dq          |                                          |
| 2021 | World Relays                    | Chorzów        | 4×100 m     | Batteria   | 39"08       |                                          |